# Tiếng Nyah Kur
Tiếng Nyah Kur là một ngôn ngữ Nam Á, được nói bởi hậu duệ của những người Môn tại Dvaravati (người Nyah Kur), Thái Lan ngày nay. Nó được gọi là Chao-bon (tiếng Thái: ชาวบน) trong tiếng Thái.